# لين تان
لين تان (بالإنجليزية: Lynn Tan)‏ هي عارضة سنغافورية، ولدت في 1988 في سنغافورة.